# Параллельный слалом (сноуборд)
Параллельный сла́лом (от норв. sla — наклонный и норв. låm — трек, тропа) — дисциплина сноуборда. Два спортсмена спускаются по параллельным трассам с установленными на них флагами синего и красного цветов. Побеждает спортсмен прошедший дистанцию быстрее, при условии соблюдения правил прохождения трассы (траектория, штрафы и т. д.).

## Правила
Согласно правилам FIS параллельные – это такие соревнования, где два спортсмена едут одновременно рядом по двум трассам. Постановка трассы, рельеф, состояние снежного покрова должны быть одинаковыми.
Соревнования по параллельному слалому в сноуборде проводятся одновременно на двух рядом расположенных трассах, размеченных красными и синими флагами. Оба спортсмена стартуют одновременно, каждой на своей трассе. После первого заезда спортсмены меняются трассами. Победитель определяется по минимальному времени, затраченному на прохождение обеих трасс.
Согласно рекомендациям FIS для проведения соревнований на Кубок мира устанавливается примерно 25 ворот на каждой трассе. Горизонтальное расстояние между поворотными древками соседних ворот должно быть 10-14 метров. Расстояние между центрами стартовых ворот должно быть 9 метров. Первые двое - четверо ворот устанавливаются таким образом, чтобы расстояние между трассами было не менее 9 метров.
Время на прохождение трассы параллельного слалома в сноуборде, как правило, не должно превышать 30 секунд.

## Трасса

### Слалом
Идеальная слаломная трасса, учитывая перепад и наклон, определённый выше, должна включать в себя серии поворотов, позволяющих спортсмену сочетать максимальную скорость с четким и правильным выполнением поворотов. Трасса должна быть симметрична и не должна быть предпочтительнее ни для «гуфи» ни для «регуляра».
Слалом должен позволять быстрое завершение всех поворотов. Трасса не должна требовать акробатических навыков, отличающихся от нормальной техники. Это должна быть технически «умная» композиция фигур, подходящая к рельефу, связанная отдельными и комбинированными воротами, позволяющая плавные повороты, но проверяющая множество вариантов лыжной техники, включая смену направления с различными радиусами. Ворота не должны быть
установлены только вниз по склону, а так, чтобы спортсмену приходилось выполнять полные повороты, перемежающиеся с траверсами.
Слалом проводится на снегу, который чем жёстче, тем лучше. Если во время соревнований продолжает идти снег, шеф трассы должен следить за тем, чтобы он уплотнялся по мере выпадения или убирался с трассы.
Трасса должна быть по меньшей мере 40 м шириной, если трассы обеих попыток будут устанавливаться на одном и том же склоне.
Трассы для всех гонок должны иметь перепад высот минимум 120 м и максимум 180 м. Для мужчин и женщин может использоваться одна и та же трасса.
Слаломные ворота состоят из одной подвижной древки «стабби», являющейся поворотной древкой и одной слаломной древки, соединённых между собой треугольным флагом. Поворотная древка – подвижная древка «стабби», 45 см длиной.

### Параллельный слалом
Для параллельного слалома перепад между 80 и 120 метрами, с минимальным количеством ворот – 20. Расстояние между двумя воротами 7-15 метров. Рекомендовано устанавливать около 25 ворот с горизонтальным расстоянием (от поворотной до поворотной древки) между 10–13 метрами. В общем, трассы для ПС должны иметь уклон от 17 до 22 градусов.
Когда устанавливаются две трассы, левая трасса (смотрим сверху) устанавливается красными древками с красными треугольными флагами, правая трасса – синими древками с синими флагами.

## История
С 2012 года FIS разрешает «Про стайл» трамплины, бермы, валы
В 2014 году были проведены первые олимпийские соревнования по дисциплине параллельный слалом.
В 2015 году исполком Международного олимпийского комитета на заседании в Лозанне (Швейцария)  исключил из программы зимних Игр параллельный слалом в сноуборде начиная с Олимпийских игр 2018 года.